# Vertemati
Vertemati is een merk van motorfietsen.
Italiaans bedrijfje van de gebroeders Vertemati dat in 1997 enkele 500 cc viertakt-crossers ontwikkelde. Toen producent Bimota zich echter terugtrok werden de productierechten verkocht aan het nieuwe bedrijf VOR. Tegenwoordig bestaan Vertemati en VOR naast elkaar. 